# Universalbibliothek
Eine Universalbibliothek bezeichnet, in Abgrenzung zur Fachbibliothek, eine Bibliothek, die Literatur aus allen Fachgebieten umfasst. Als Utopie bezeichnet sie eine fiktive Bibliothek, die alle denkbaren Bücher enthält.

## Reale Universalbibliotheken
Eine der ersten dieser Art war das von Paul Otlet und Henri La Fontaine 1894 gegründete Mundaneum; es wuchs bis 1930 auf über sechzehn Millionen bibliographische Einträge an, die ergänzt wurden durch Dossiers, Reproduktionen von Bildwerken, Fotografien und Grafiken. Auch das Hypertext-Konzept Memex von Vannevar Bush (As We May Think, 1945) oder das Projekt Xanadu von Ted Nelson griffen diese enzyklopädische Bibliotheksutopie wieder auf und versuchten, das gesamte Wissen der Menschheit verfügbar zu machen.
Heutige Universalbibliotheken sind meist zugleich Archivbibliotheken und dienen in erster Linie der Unterstützung von Wissenschaft, Studium und Lehre. Die größte Universalbibliothek Deutschlands ist die Deutsche Nationalbibliothek.

## Utopische Universalbibliotheken
Die Vorstellung einer Universalbibliothek oder „totalen Bibliothek“ aller erdenklichen Bücher wurde zusammen mit ihren literarischen Vorläufern 1939 von Jorge Luis Borges beschrieben. Der Begriff Universalbibliothek taucht in der Science-Fiction-Literatur unter anderem bei Kurd Laßwitz in seiner gleichnamigen Erzählung von 1904 auf. Er bezeichnet eine Bibliothek, in der jedes denkbare Buch steht, weil die Bände durch Kombination der verwendeten Zeichen entstehen. Laßwitz nimmt 100 Zeichen als ausreichend an, alles menschliche Wissen und Denken darzustellen. Da (in seiner Erzählung) jeder Band 1 Million Zeichen fasst, ergibt sich der Umfang von 102.000.000 Bänden. Die Erzählung zeigt jedoch auf, dass es praktisch unmöglich wäre, einen konkret benötigten Band aufzufinden. Außerdem besäße diese Bibliothek zwar eine endliche Größe, aber zugleich benötigte sie mehr Raum als unser Universum. Jorge Luis Borges greift in seiner Geschichte Die Bibliothek von Babel von 1941 die gleiche Idee auf. Sie findet sich auch im Foundation-Zyklus von Isaac Asimov (1942) und bei Douglas Adams in Per Anhalter durch die Galaxis (1979) als Encyclopaedia Galactica.